# カイタノ
カイタノ (Caitano) は、イギリス生まれの競走馬である。ドイツで調教を受け、世界各地の競馬場に精力的に遠征し、国内外でG1競走に2勝した。1997年・1998年のジャパンカップ参戦馬でもある。

## 経歴
馬主は日系アメリカ人のゲイリー・タナカで、ドイツの調教師アンドレアス・シュッツに預けられて、1996年にゲルゼンキルヒェン競馬場でデビューした。2歳時は初出走初勝利のほか2戦、ともに2着に入っている。
3歳（1997年）の春にウニオンレネンで優勝し、重賞初制覇を飾った。次に出走したドイチェスダービーではボルジアに離されての4着に敗退したが、その1か月後に出走したアラルポカルで優勝、G1制覇を成し遂げた。
3歳の暮れ、バーデン大賞（4着）の後に、イタリアサンシーロ競馬場へ初の国外挑戦を行い、ジョッキークラブ大賞に出走して優勝した。以後、カイタノは世界各地の競馬場へと遠征を繰り返していくことになる。この年の最後にはジャパンカップにも出走し、6番人気に支持され4着と活躍した（1着馬ピルサドスキー）。
翌年以降も精力的に国外遠征に繰り出している。1998年は勝ちこそ挙げられなかったが、その年の後半からフランスの凱旋門賞（5着）、アメリカ合衆国のブリーダーズカップ・ターフ（8着）、香港の香港ヴァーズ（4着）へと遠征している。ジャパンカップにも再び出走しているが、11着と大きな結果は出なかった。日本への遠征はこれが最後で、後に2001年の宝塚記念に予備登録が行われていたが、実際に出走することはなかった。
1999年には、ドバイで前年創設されたドバイターフクラシックに出走して3着に入線、続くバーデンエアパック大賞ではタイガーヒルを破り、さらにはハンザ賞にも勝利した。ちなみに、ドバイターフクラシック（ドバイシーマクラシック）には翌年、翌々年にも出ており、2000年にはファンタスティックライトを相手に2着に入った。2000年にはカナダのウッドバイン競馬場や、トルコのヴェリエフェンディ競馬場にも出走した。特にトルコでは、G2ボスフォラスカップで久々の勝利を手にしている。2001年にはオーストラリアのコックスプレート・メルボルンカップにも挑戦した。
競走馬として最後の年になった2002年も、国内で4戦した後にデンマークのコペンハーゲン競馬場、ポーランドのスルゼウィック競馬場などに遠征した。スルゼウィック競馬場ワルシャワスカ賞（格付けなし、後にG3に格付け）での勝利が最後のもので、その1か月後に出走したジョッキークラブ大賞で4着に入ったのを最後に引退した。
2003年に種牡馬入りしたが、使用した薬物などが影響して国内では繋養できず、ロシアのヴォルゴグラードスタッドに移された。

## 評価

### 主な勝鞍
グレード表記は施行当時のもので、国名表記のないものはドイツの重賞。
1996年（2歳）　3戦1勝
2着 - ヴィンターファフォリテン賞 (G3)
1997年（3歳）　7戦3勝
アラルポカル (G1)、ジョッキークラブ大賞 (イタリアG1)、ウニオンレネン (G2)
2着 - ミューラーブロート大賞 (G2)
1998年（4歳）　7戦0勝
2着 - バーデン大賞
1999年（5歳）　3戦2勝
バーデンエアパック大賞 (G2)、ハンザ賞 (G2)
2000年（6歳）　3戦1勝
ボスフォラスカップ (トルコG2)
2着 - ドバイシーマクラシック (UAEG3)
2001年（7歳）　9戦1勝
2着 - クランジカップ （シンガポール）
2002年（8歳）　8戦2勝
ワルシャワスカ賞 (ポーランド)

## 血統表
| カイタノの血統（ニジンスキー系 / Menow 5x5=6.25%） | カイタノの血統（ニジンスキー系 / Menow 5x5=6.25%） | カイタノの血統（ニジンスキー系 / Menow 5x5=6.25%） | （血統表の出典）         | （血統表の出典） |
| 父 Niniski 1976 鹿毛 アメリカ                      | 父の父Nijinsky 1967 鹿毛 カナダ                    | Northern Dancer                                    | Nearctic                 | Nearctic         |
| 父 Niniski 1976 鹿毛 アメリカ                      | 父の父Nijinsky 1967 鹿毛 カナダ                    | Northern Dancer                                    | Natalma                  |                  |
| 父 Niniski 1976 鹿毛 アメリカ                      | 父の父Nijinsky 1967 鹿毛 カナダ                    | Flaming Page                                       | Bull Page                | Bull Page        |
| 父 Niniski 1976 鹿毛 アメリカ                      | 父の父Nijinsky 1967 鹿毛 カナダ                    | Flaming Page                                       | Flaring Top              |                  |
| 父 Niniski 1976 鹿毛 アメリカ                      | 父の母Virginia Hills 1971 鹿毛 アメリカ            | Tom Rolfe                                          | Ribot                    | Ribot            |
| 父 Niniski 1976 鹿毛 アメリカ                      | 父の母Virginia Hills 1971 鹿毛 アメリカ            | Tom Rolfe                                          | Pocahontas II            |                  |
| 父 Niniski 1976 鹿毛 アメリカ                      | 父の母Virginia Hills 1971 鹿毛 アメリカ            | Ridin' Easy                                        | Ridan                    | Ridan            |
| 父 Niniski 1976 鹿毛 アメリカ                      | 父の母Virginia Hills 1971 鹿毛 アメリカ            | Ridin' Easy                                        | Easy Eight               |                  |
| 母 Eversince 1983 栗毛 アメリカ                    | 母の父Foolish Pleasure 1972 鹿毛 アメリカ          | What a Pleasure                                    | Bold Ruler               | Bold Ruler       |
| 母 Eversince 1983 栗毛 アメリカ                    | 母の父Foolish Pleasure 1972 鹿毛 アメリカ          | What a Pleasure                                    | Grey Flight              |                  |
| 母 Eversince 1983 栗毛 アメリカ                    | 母の父Foolish Pleasure 1972 鹿毛 アメリカ          | Fool-Me-Not                                        | Tom Fool                 | Tom Fool         |
| 母 Eversince 1983 栗毛 アメリカ                    | 母の父Foolish Pleasure 1972 鹿毛 アメリカ          | Fool-Me-Not                                        | Cuadrilla                |                  |
| 母 Eversince 1983 栗毛 アメリカ                    | 母の母Eternity 1977 鹿毛 フランス                  | Luthier                                            | Klairon                  | Klairon          |
| 母 Eversince 1983 栗毛 アメリカ                    | 母の母Eternity 1977 鹿毛 フランス                  | Luthier                                            | Flute Enchantee          |                  |
| 母 Eversince 1983 栗毛 アメリカ                    | 母の母Eternity 1977 鹿毛 フランス                  | El Mina                                            | Reliance                 | Reliance         |
| 母 Eversince 1983 栗毛 アメリカ                    | 母の母Eternity 1977 鹿毛 フランス                  | El Mina                                            | Eminence Grise F-No.14-f |                  |